# ریتر اشپارت
ریتر اشپارت (انگلیسی: Ritter Sport) برند شمش شکلات از خانواده آلفرد ریتر اشپارت و شرکا است که دفتر مرکزی آن در والدنبوخ آلمان قرار دارد.

## نگارخانه

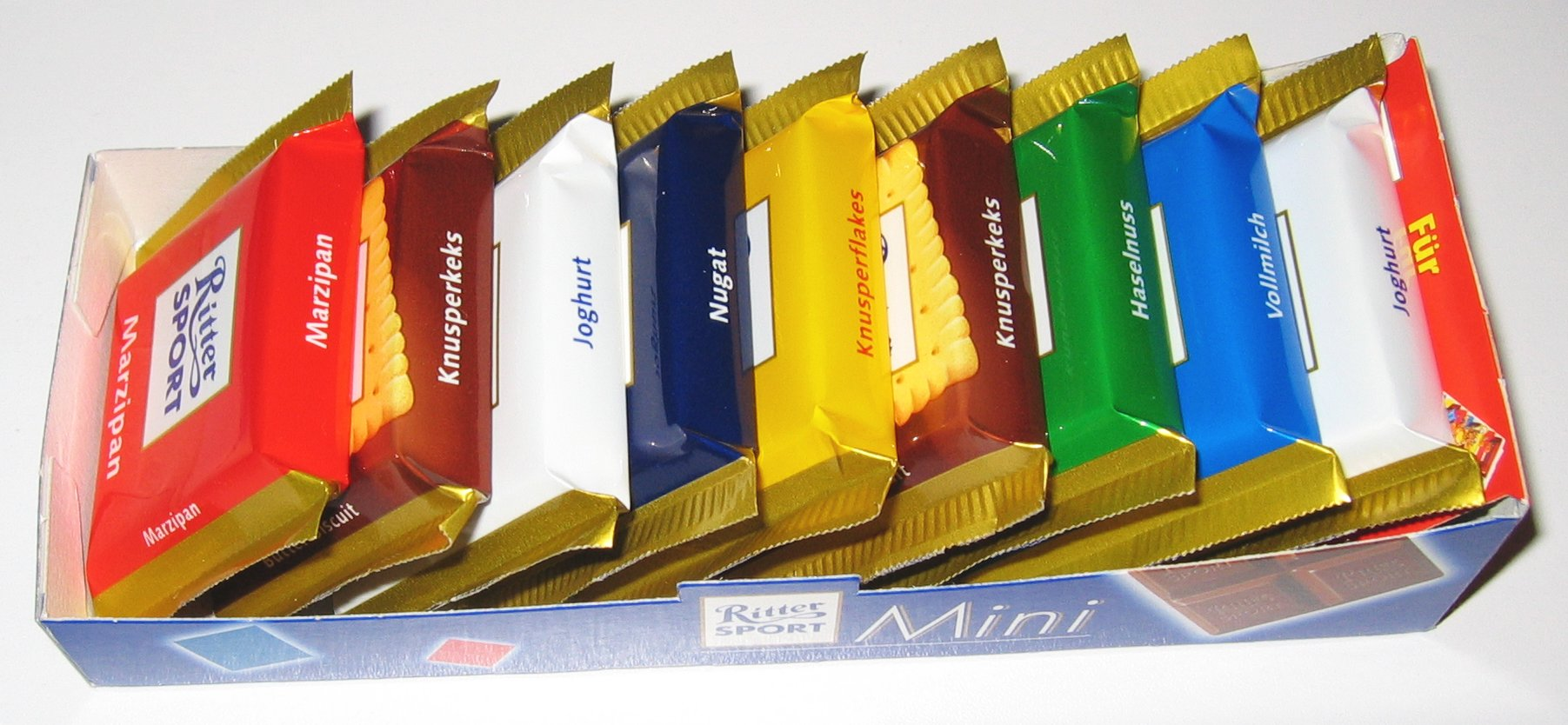
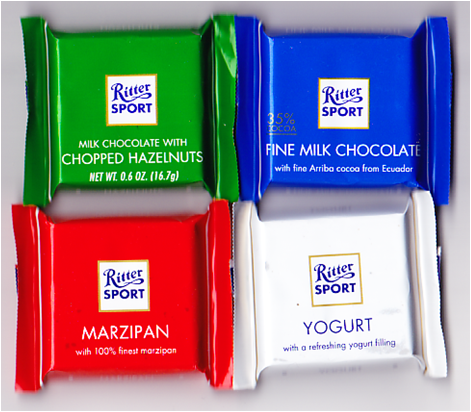
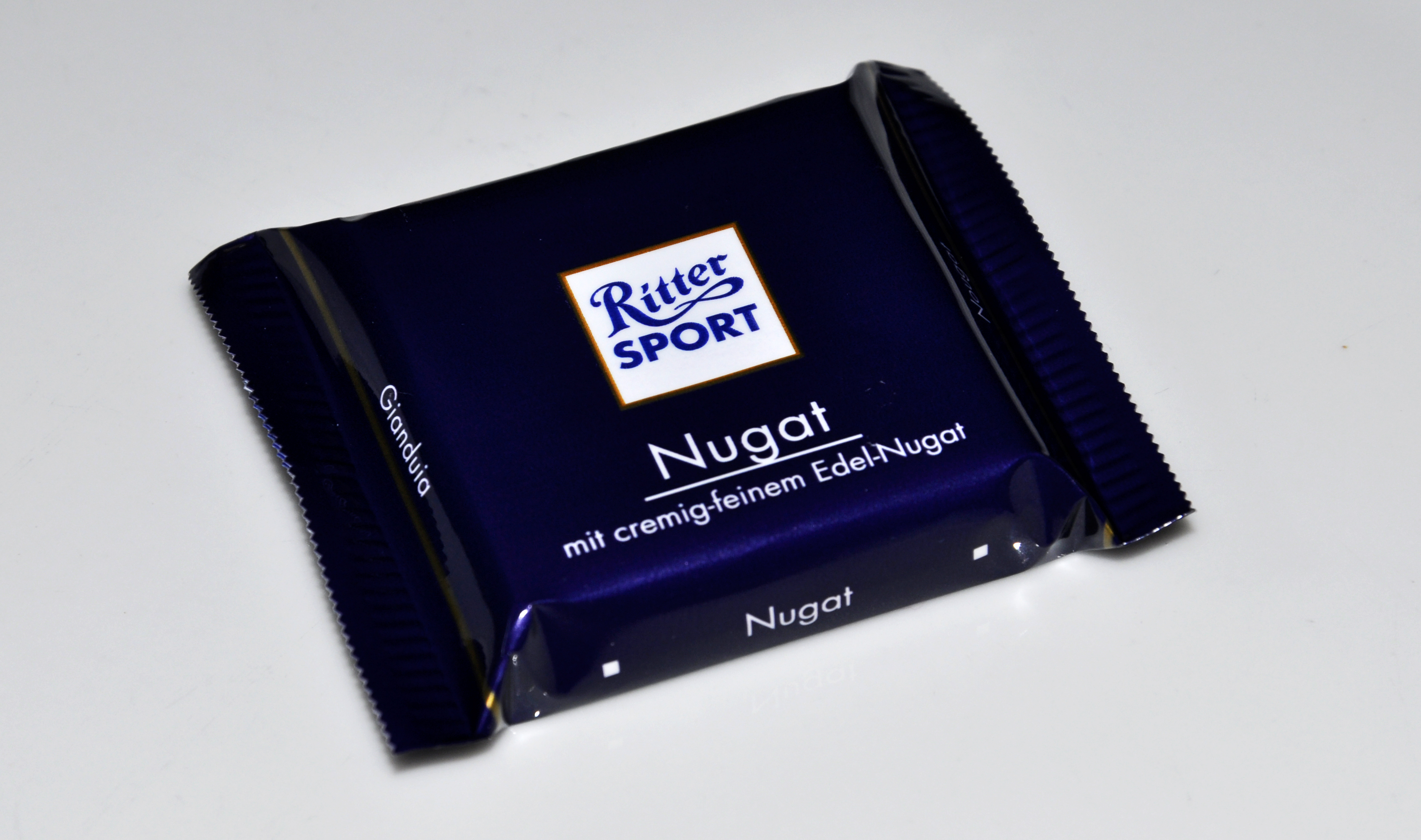
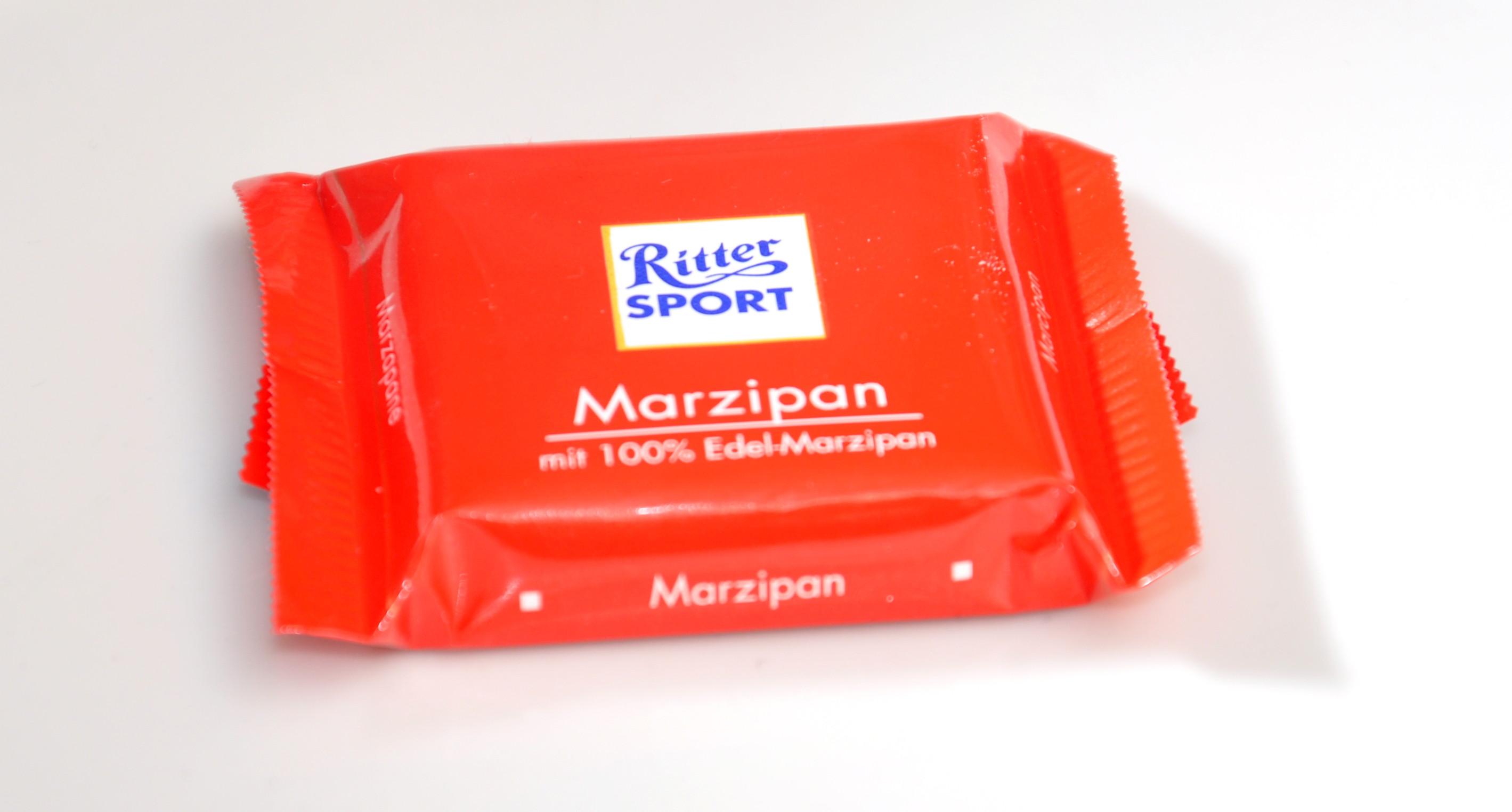